# Jean-Jacques Lagarde
Cet article possède un paronyme, voir Jean-Christophe Lagarde.
Pour les articles homonymes, voir Lagarde.
Jean-Jacques Lagarde, né le 8 juin 1924 à Laon et mort le 24 juin 1994 à Lombez, est un comédien français.

## Biographie

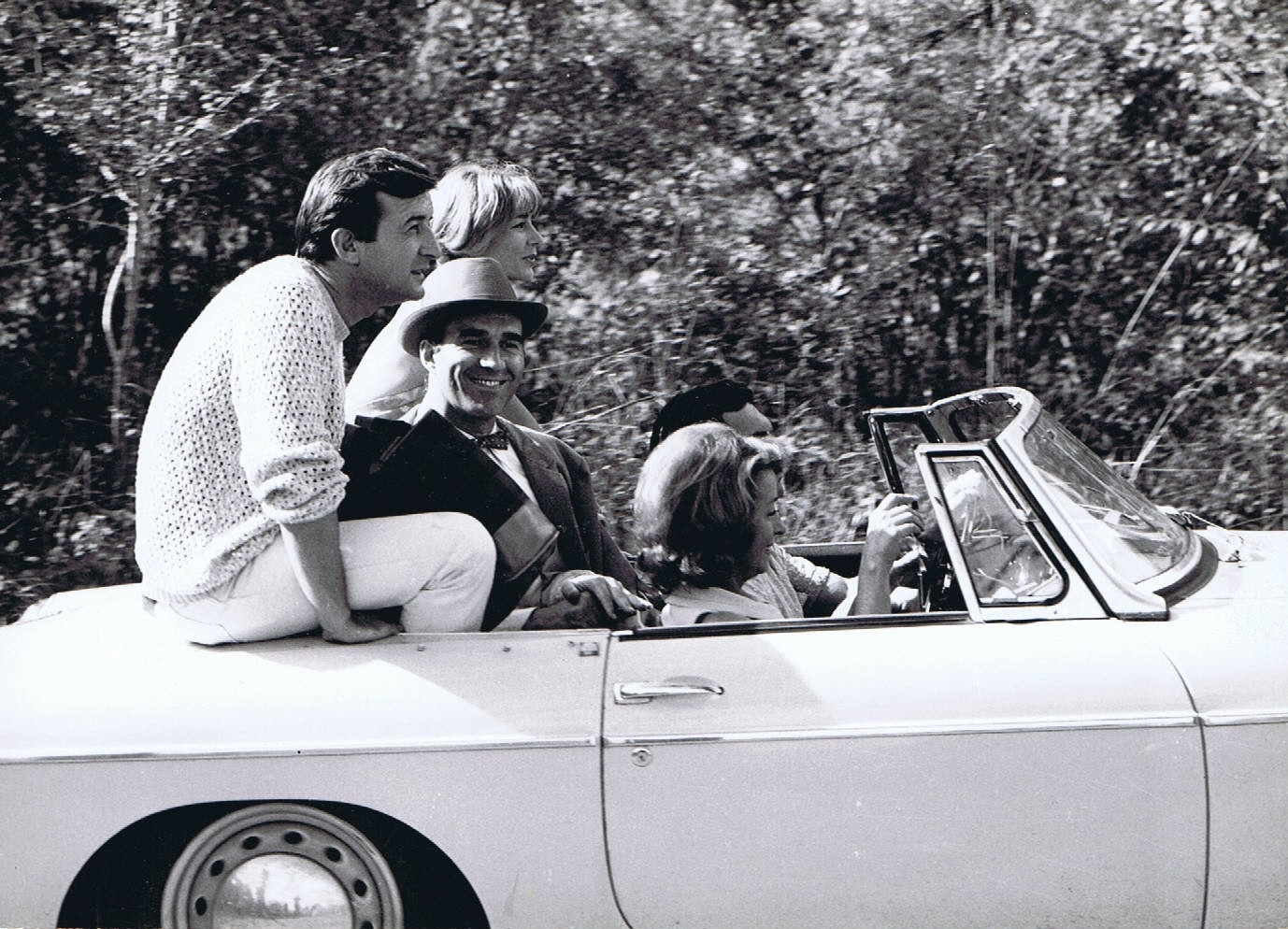
Jean-Jacques Lagarde avec Michel Piccoli, Danielle Darrieux et Emmanuelle Riva dans Le Coup de Grâce.

Jean-Jacques Lagarde a suivi les cours de Charles Dullin, et a joué dans de nombreuses pièces de théâtre et aussi fait des petits rôles dans des téléfilms et des films.

### Vie privée
Jean-Jacques Lagarde a un frère et une sœur, Pierre et Huguette Lagarde.

## Filmographie

### Cinéma
- 1945 : L'Idiot  de Georges Lampin
- 1946 : Roger la Honte d'André Cayatte
- 1946 : Le silence est d'or de René Clair
- 1946 : Le Beau Voyage de Louis Cuny
- 1946 : Un revenant de Christian-Jaque
- 1946 : Monsieur Chasse de Willy Rozier
- 1948 : Cinq tulipes rouges de Jean Stelli
- 1948 : Pattes blanches de Jean Grémillon
- 1948 : L'Aigle à deux têtes de Jean Cocteau
- 1948 : Manon d'Henri-Georges Clouzot
- 1949 : La Marie du port de Marcel Carné
- 1949 : Manèges d'Yves Allégret
- 1950 : Ballerina de Ludwig Berger
- 1950 : Le Château de verre de René Clément
- 1950 : Caroline chérie de Richard Pottier
- 1950 : Le Roi des camelots d'André Berthomieu
- 1950 : La Vie chantée de Noël-Noël
- 1953 : Autant en emporte le gang de Michel Gast
- 1955 : Trapèze de Carol Reed
- 1961 : Le Bateau d'Émile de Denys de La Patellière
- 1963 : Muriel ou le Temps d'un retour d'Alain Resnais
- 1964 : Le Coup de grâce de Jean Cayrol et Claude Durand : Jean-Baptiste
- 1967 : À Saint-Lazare de François Gir : Édouard Dupontneuf
- 1974 : Fracasse de Raoul Sangla
- 1976 : Armaguedon d'Alain Jessua
- 1976 : Gloria de Claude Autant-Lara
- 1981 : Feu Don Juan de Régis Milcent
- 1982 : Aide-Toi de Jean Cosmos
- 1986 : Attention bandits ! de Claude Lelouch
- 1989 : Manon Roland d'Édouard Molinaro
- 1991 : Madame Bovary de Claude Chabrol

### Téléfilms et séries
- 1966 : La 99ème minute de François Gir
- 1968 : Les Compagnons de Baal de Pierre Prévert : un truand (épisode 5 - La nuit du 8 de trèfle)
- 1969 : Fortune de Henri Colpi : Walter Griffith
- 1969 : Thibaud ou les Croisades d'Henri Colpi : Guillaume
- 1975 : Les Compagnons d'Eleusis de Claude Grinberg : M. Dulong
- 1977 : Les Enquêtes du commissaire Maigret, épisode : L'Amie de Mme Maigret de Marcel Cravenne
- 1980 : L'Aéropostale, Courrier du Ciel de Gilles Grangier : l'officier de Péronne
- 1981 : Les Amours des années folles : le curé
- 1981 : La Vie des Autres de Gilles Legrand : le professeur
- 1981 : Julien Fontanes, magistrat de Gilles Perrault et Jean Cosmos : Rôle de Ordonez
- 1982 : La Vie de Galilée de Jacques Ordines : Sagredo
- 1994 : La Récréation de Nicolas Ribowski

## Théâtre[1]
- 1948 : Le Mariage de Figaro de Beaumarchais / mise en scène André Clavé
- 1949 : Le Médecin malgré lui de Molière / mise en scène Yves Bureau
- 1949 : Hamlet de William Shakespeare / mise en scène Andrè Clavé
- 1949 : Un Homme de Dieu de Gabriel Marcel / mise en scène François Darbon
- 1952 : Sur la Terre comme au ciel d'après Fritz Hochwälder / mise en scène Jean Mercure
- 1953 : Crinolines et Guillotine d'Henry Monnier
- 1954 : Dans la loge de Molière d'Arlette Dave / mise en scène Henri Lesieur, Théâtre de la Potinière
- 1954 : La Surprise de l'amour de Marivaux / mise en scène Daniel Leveugle
- 1955 : La Tragédie de Roméo et Juliette de William Shakespeare / mise en scène Michel Saint-Denis
- 1955 : Juge de son honneur de Pedro Calderón de la Barca / mise en scène Daniel Leveugle
- 1956 : Saracanas et Le Passé composé de Guy Foissy / mise en scène Gilles Chancrin
- 1958 : La Bonne Âme de Sé-Tchouan de Bertolt Brecht / mise en scène Roger Planchon : second Dieu
- 1959 : La Seconde Surprise de l'amour de Marivaux / mise en scène Roger Planchon : Rôle de Hortensius, Théâtre Montparnasse
- 1959 : Les Trois Mousquetaires d'Alexandre Dumas / mise en scène Roger Planchon : Porthos, Théâtre de l'Ambigu-Comique
- 1959 : Henri IV de William Shakespeare : Thomas Perry
- 1959 : Falstaff de William Shakespeare
- 1960 : Les Caprices de Marianne d'Alfred de Musset / mise en scène Guy Rétoré : Octave[2]
- 1960 : Les Âmes mortes d'après Nicolas Gogol / mise en scène Roger Planchon
- 1961 : Brouhaha de George Tabori / mise en scène Jacques Fabbri
- 1961 : La Jument du roi de Jean Canolle / mise en scène Jacques Fabbri
- 1961 : Youm et les longues moustaches de Georges Riquier / mise en scène Miguel Demuynck
- 1963 : Le Manteau de Jean Cosmos / mise en scène Guy Rétoré
- 1963 : La Vie et la Mort du roi Jean d'après William Shakespeare / mise en scène Guy Rétoré
- 1964 : Arden de Faversham mise en scène Guy Rétoré
- 1964 : La Locandiera d'après Carlo Goldoni / mise en scène Guy Rétoré
- 1965 : Turcaret d'Alain-René Lesage / mise en scène Guy Rétoré
- 1965 : Monsieur Alexandre de Jean Cosmos / mise en scène Guy Rétoré
- 1965 : Macbeth d'après William Shakespeare / mise en scène Guy Rétoré
- 1966 : Vous vivrez comme des porcs de John Arden / mise en scène Guy Rétoré
- 1966 : Le Voyage de monsieur Perrichon d'Eugène Labiche / mise en scène Daniel Leveugle
- 1966 : Mesure pour mesure d'après William Shakespeare / mise en scène Guy Rétoré
- 1969 : La Moscheta d'après Ruzzante / mise en scène Marcel Maréchal
- 1971 : Roméo et Juliette de William Shakespeare / mise en scène Marcel Maréchal
- 1972 : Fracasse de Serge Ganzl / mise en scène Bernard Ballet
- 1973 : Le Cavalier seul de Jacques Audiberti / mise en scène Marcel Maréchal
- 1973 : Hamlet de William Shakespeare / mise en scène Jacques Angeniol
- 1974 : Hölderlin de Peter Weiss / mise en scène Bernard Ballet
- 1974 : La Poupée de Jacques Audiberti / mise en scène Bernard Ballet
- 1975 : Quatorze juillet de Serge Ganzl / mise en scène Denis Llorca
- 1975 : Une anémone pour Guignol et Marcel Maréchal / mise en scène Marcel Maréchal
- 1976 : Splendeur et mort de Joaquin Murieta de Pablo Neruda / mise en scène Jacques Échantillon
- 1977 : Mille hourras pour une gueuse de Mohammed Dib / mise en scène Rafael Rodriguez
- 1977 : La Fortune de Gaspard de Comtesse de Ségur / mise en scène Anne-Marie Lazarini
- 1977 : La Dame de la mer d'Henrik Ibsen / mise en scène Jean-Louis Thamin
- 1981 : Oh ! Scapin L'Impromptu de Marseille de Marcel Maréchal / mise en scène Marcel Maréchal
- 1981 : Les Fourberies de Scapin de Molière / mise en scène Marcel Maréchal
- 1981 : Graal Théâtre de Florence Delay, mise en scène de Marcel Maréchal
- 1982 : Les Trois Mousquetaires de François Bourgeat / mise en scène Marcel Maréchal
- 1985 : L'Arbre de mai de Marcel Maréchal / mise en scène François Bourgeat
- 1986 : Chrysis d'après Pie II / mise en scène Attilio Maggiulli
- 1988 : Retours de Pierre Laville / mise en scène Patrice Kerbrat
- 1989 : Port-Royal d'Henry de Montherlant / mise en scène Raymond Gérôme
- 1990 : Le Chant du départ d'Ivane Daoudi / mise en scène Jean-Pierre Vincent
- 1993 : Ondine de Jean Giraudoux / mise en scène François Rancillac
- 1993 : Le Malade imaginaire de Molière / mise en scène Marcel Maréchal